# Аулівська селищна рада
Ау́льська се́лищна ра́да — адміністративно-територіальна одиниця та орган місцевого самоврядування у Криничанському районі Дніпропетровської області. Адміністративний центр — селище міського типу Аули.

## Загальні відомості
Аульська селищна рада розташована в північній частині Криничанського району Дніпропетровської області, за 36 км від районного центру.
Населення ради: 4 177 осіб (станом на 1 січня 2013 року)

## Населені пункти
Селищній раді підпорядковані населені пункти:
- смт Аули

## Склад ради
Рада складається з 20 депутатів та голови.
- Голова ради: Главчев Федір Георгійович
- Секретар ради: Журавель Лідія Олексіївна

### Керівний склад попередніх скликань
| Прізвище, ім'я, по батькові  | Основні відомості                                                        | Дата обрання | Дата звільнення |
| ---------------------------- | ------------------------------------------------------------------------ | ------------ | --------------- |
| Присвітлий Віктор Васильович | Селищний голова, 1961 року народження, безпартійний                      | 26.03.2006   | 31.10.2010      |
| Главчев Федір Георгійович    | Селищний голова, 1958 року народження, освіта вища, член Партії регіонів | 31.10.2010   |                 |

Примітка: таблиця складена за даними сайту Верховної Ради України

### Депутати
За результатами місцевих виборів 2010 року депутатами ради стали:

#### За суб'єктами висування
| Суб'єкт висування           | Кількість обраних депутатів | %  |
| --------------------------- | --------------------------- | -- |
| Партія регіонів             | 14                          | 70 |
| Самовисування               | 4                           | 20 |
| Комуністична партія України | 2                           | 10 |

#### За округами
| № округу                    | Прізвище, ім'я, по батькові     | Дата визнання обраним | Освіта             | Партійна приналежність            | Відомості про обраного депутата                                             |
| --------------------------- | ------------------------------- | --------------------- | ------------------ | --------------------------------- | --------------------------------------------------------------------------- |
| Комуністична партія України |                                 |                       |                    |                                   |                                                                             |
| 1                           | Татков Іван Іванович            | 02.11.2010            | середня спеціальна | член Комуністичної партії України | козацьке товариство Дніпровського краю, отаман                              |
| 2                           | Голенко Руслан Миколайович      | 02.11.2010            | середня спеціальна | член Комуністичної партії України | ВАТ «Аульська хлоро-переливна станція», акумуляторщик                       |
| Партія регіонів             |                                 |                       |                    |                                   |                                                                             |
| 4                           | Беліченко Світлана Григорівна   | 02.11.2010            | вища               | член Партії регіонів              | тимчасово не працює                                                         |
| 7                           | Кімлик Ольга Віталіївна         | 02.11.2010            | вища               | член Партії регіонів              | тимчасово не працює                                                         |
| 8                           | Куга Олена Валеріївна           | 02.11.2010            | середня спеціальна | член Партії регіонів              | Аульська селищна рада, діловод                                              |
| 10                          | Кравчеко Тетяна Георгіївна      | 02.11.2010            | вища               | позапартійна                      | Комунальний заклад «Аульська дільнична лікарня», лікар-терапевт             |
| 11                          | Главчева Людмила Олександрівна  | 02.11.2010            | вища               |                                   | Аульський дошкільний навчальний заклад, завідувач                           |
| 12                          | Капінус Вадим Олександрович     | 02.11.2010            | середня спеціальна | член Партії регіонів              | приватний підприємець                                                       |
| 13                          | Удовицький Олександр Михайлович | 02.11.2010            | вища               | член Партії регіонів              | Дніпропетровська залізниця «Вузлова лікарня ст. Верхівцеве», головний лікар |
| 14                          | Беліченко Григорій Іванович     | 02.11.2010            | середня спеціальна | позапартійний                     | пенсіонер                                                                   |
| 15                          | Бублій Алла Анатоліївна         | 02.11.2010            | середня            | член Партії регіонів              | Аульський дошкільний навчальний заклад, вихователь                          |
| 16                          | Берлатий Микола Григорович      | 02.11.2010            | середня спеціальна | позапартійний                     | пенсіонер                                                                   |
| 17                          | Бобора Олена Іванівна           | 02.11.2010            | середня спеціальна | член Партії регіонів              | Аульський дошкільний навчальний заклад, старша медсестра                    |
| 18                          | Горбонос Віктор Васильович      | 02.11.2010            | вища               | позапартійний                     | тимчасово не працює                                                         |
| 19                          | Суха Жанна Адольфівна           | 02.11.2010            | вища               | позапартійна                      | Аульська дільнична лікарня, лікар-терапевт                                  |
| 20                          | Гурік Наталія Анатоліївна       | 02.11.2010            | вища               | позапартійна                      | Аульська середня загальноосвітня школа, вчитель                             |
| Самовисування               |                                 |                       |                    |                                   |                                                                             |
| 3                           | Вігуро Інна Іванівна            | 02.11.2010            | вища               | позапартійна                      | «Приватбанк» м. Дніпродзержинськ, старший спеціаліст                        |
| 5                           | Саверський Віктор Григорович    | 02.11.2010            | середня спеціальна | позапартійний                     | тимчасово не працює                                                         |
| 6                           | Вігуро Володимир Євгенович      | 02.11.2010            | вища               | позапартійний                     | пенсіонер                                                                   |
| 9                           | Рєзнік Леонід Павлович          | 29.08.2011            | середня            | член Партії регіонів              | КП Дніпропетровської ОДА «Аульський водовід», охоронець                     |

## Соціальна сфера
На території селищної ради знаходяться такі об'єкти соціальної сфери:
- Аульський дитячий дошкільний навчальний заклад;
- Аульська середня загальноосвітня школа;
- Аульський селищний будинок культури;
- Аульська селищна бібліотека;
- Аульська музична школа;
- Аульська дільнична лікарня.